# Chiesa di San Gottardo (Slaný)
La chiesa di San Gottardo (in ceco Kostel svatého Gotharda) è la principale parrocchiale che si trova a Slaný, comune del Distretto di Kladno, Boemia Centrale in Repubblica Ceca. La chiesa appartiene all'arcidiocesi di Praga ed è un edificio di grande pregio storico e architettonico di origine romanica, ricostruito nel XIV secolo. È una delle chiese cittadine più antiche e meglio conservate della Boemia centrale. 

## Storia

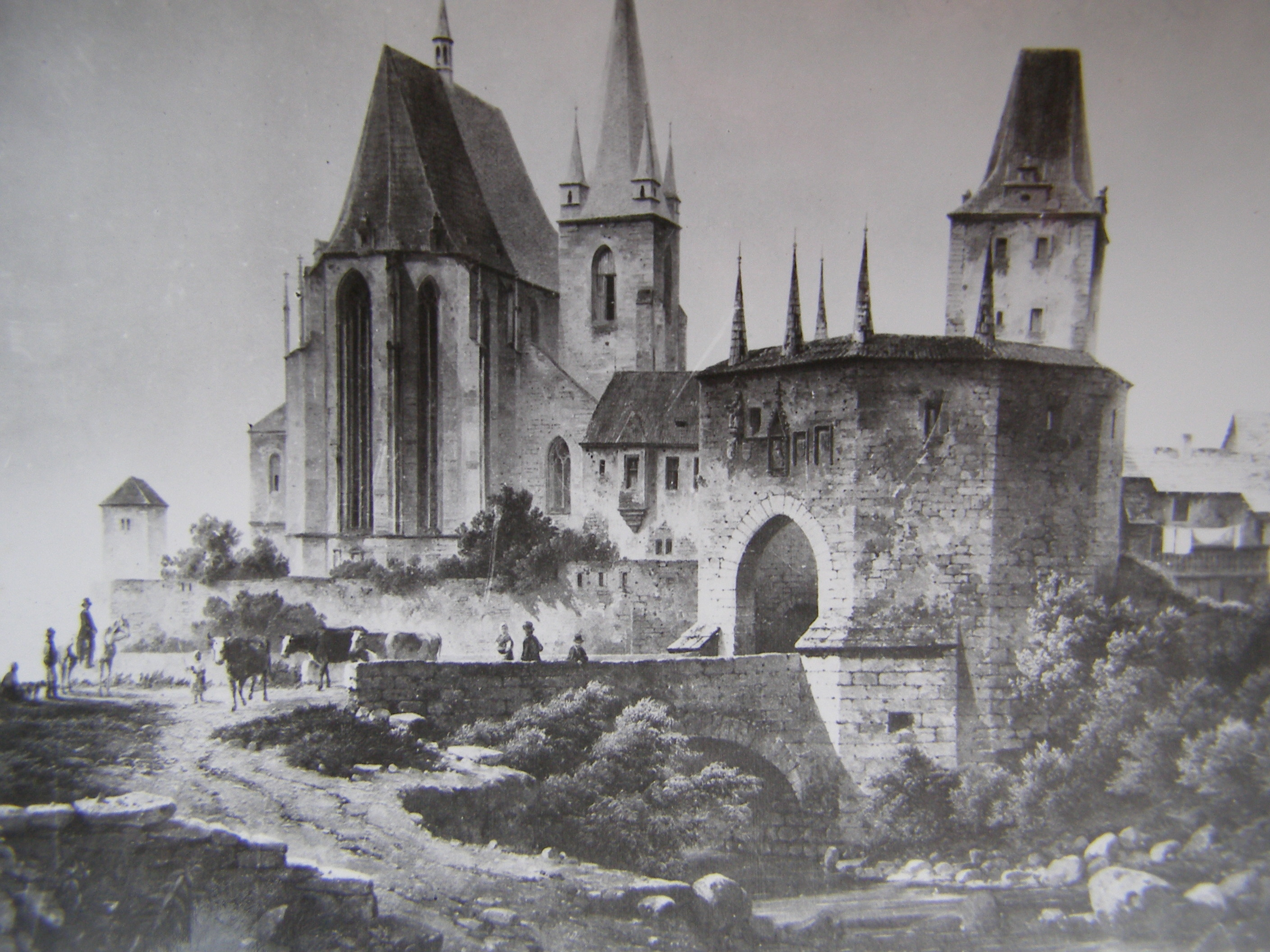
Porta di Praga e chiesa di San Gottardo in una stampa della metà del XIX secolo

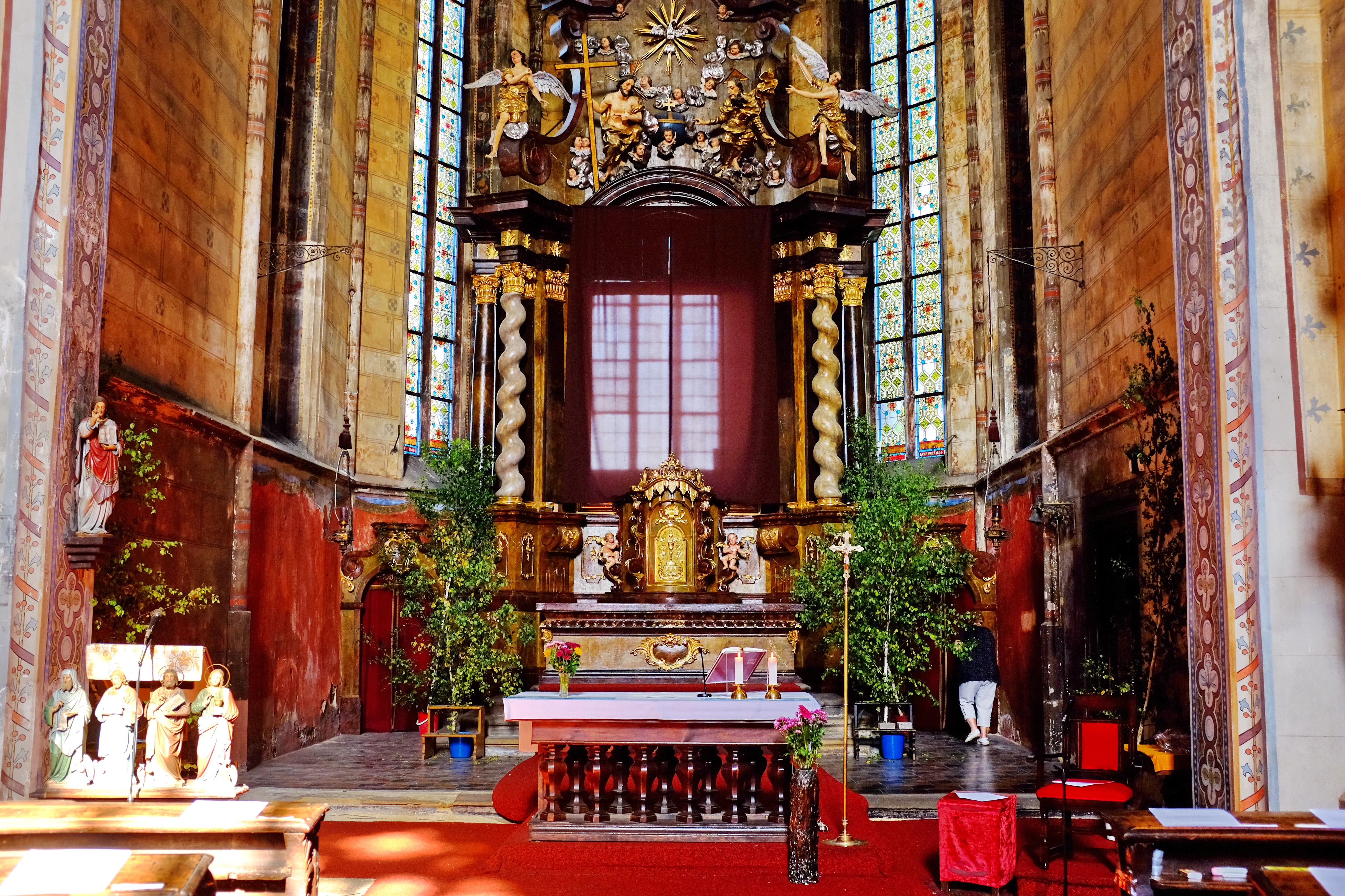
Interno della sala. Presbiterio con alte finestre ogivali

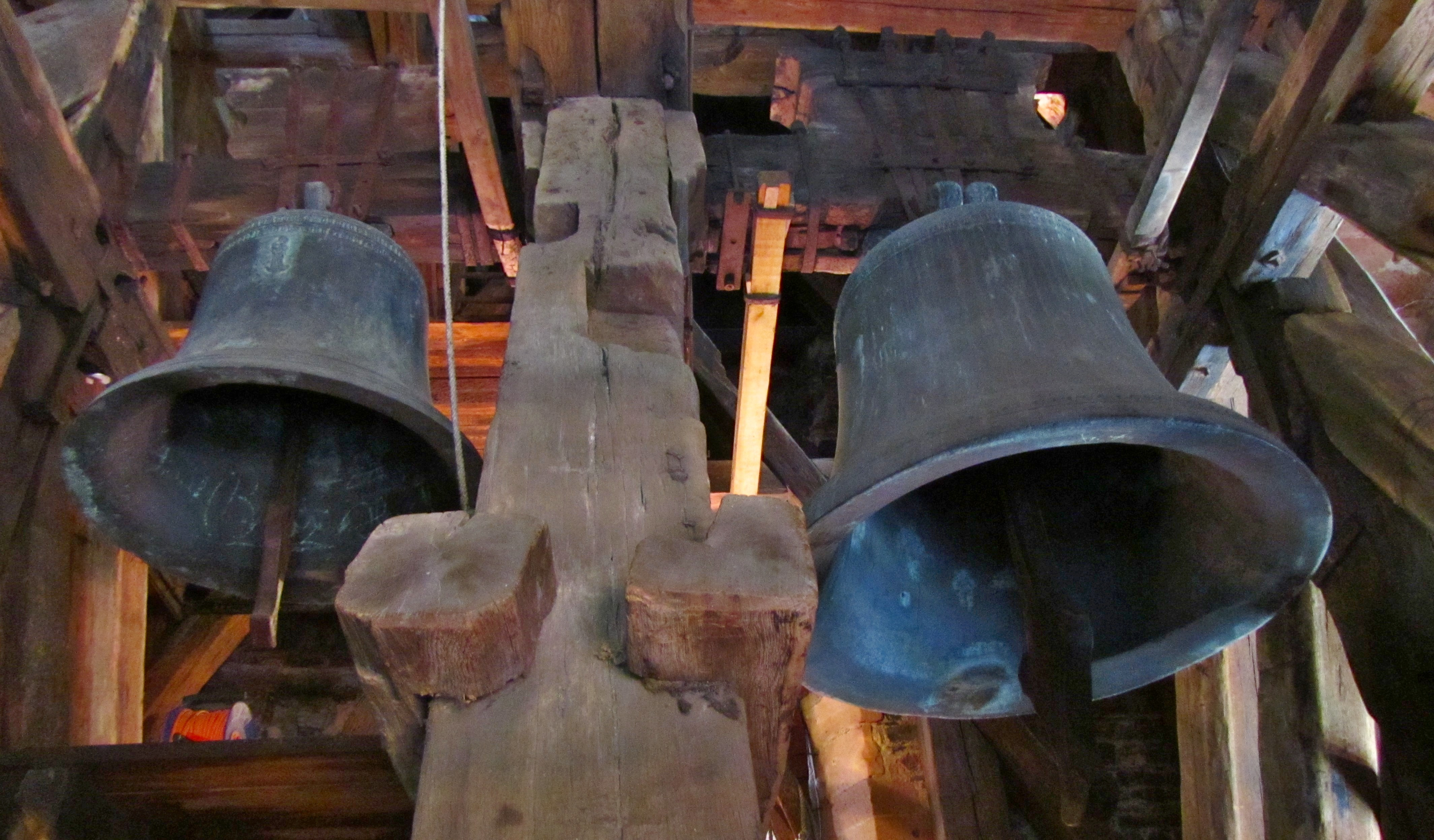
Campane della chiesa di San Gottardo

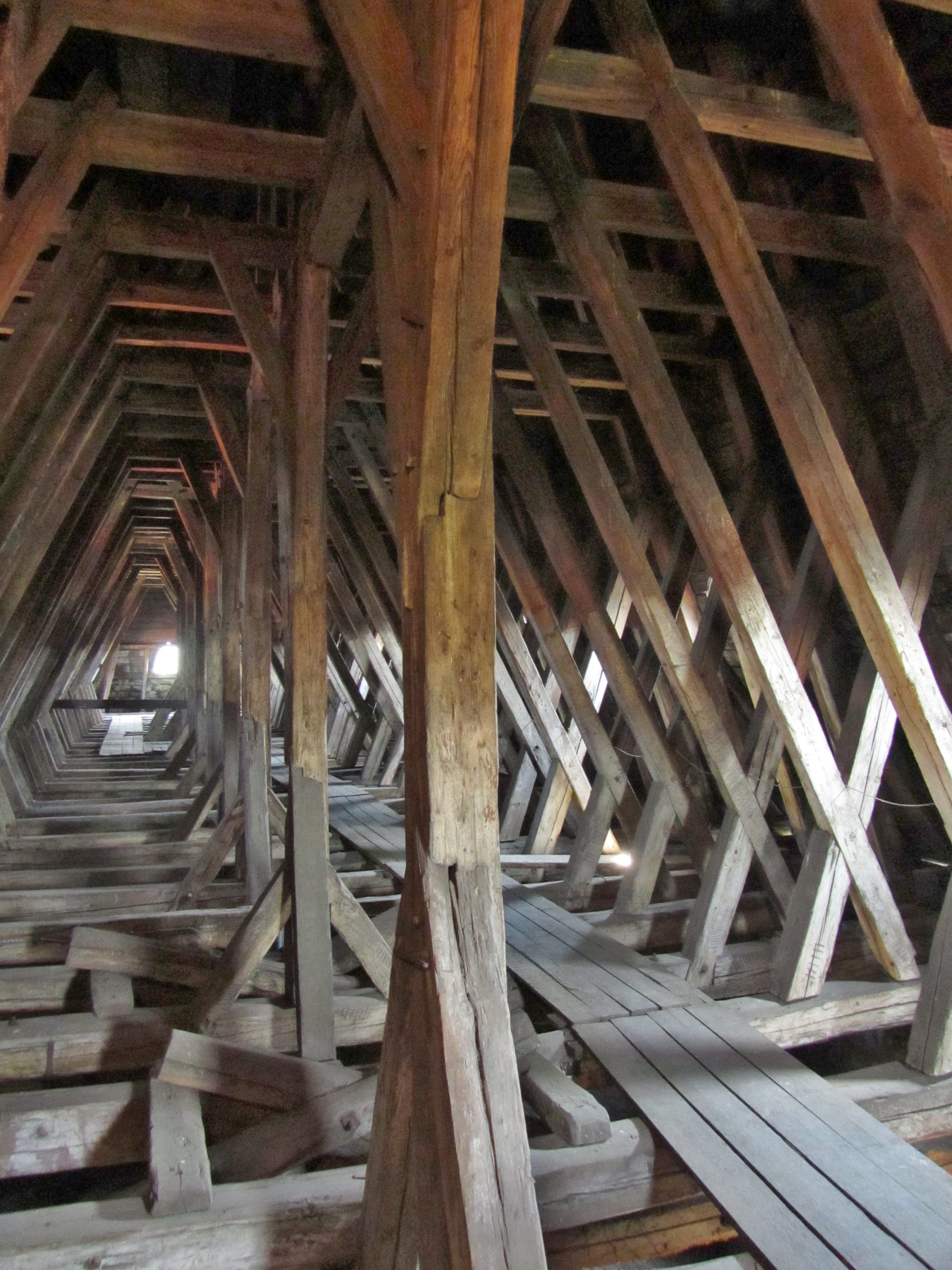
Struttura interna in legno della copertura della navata centrale

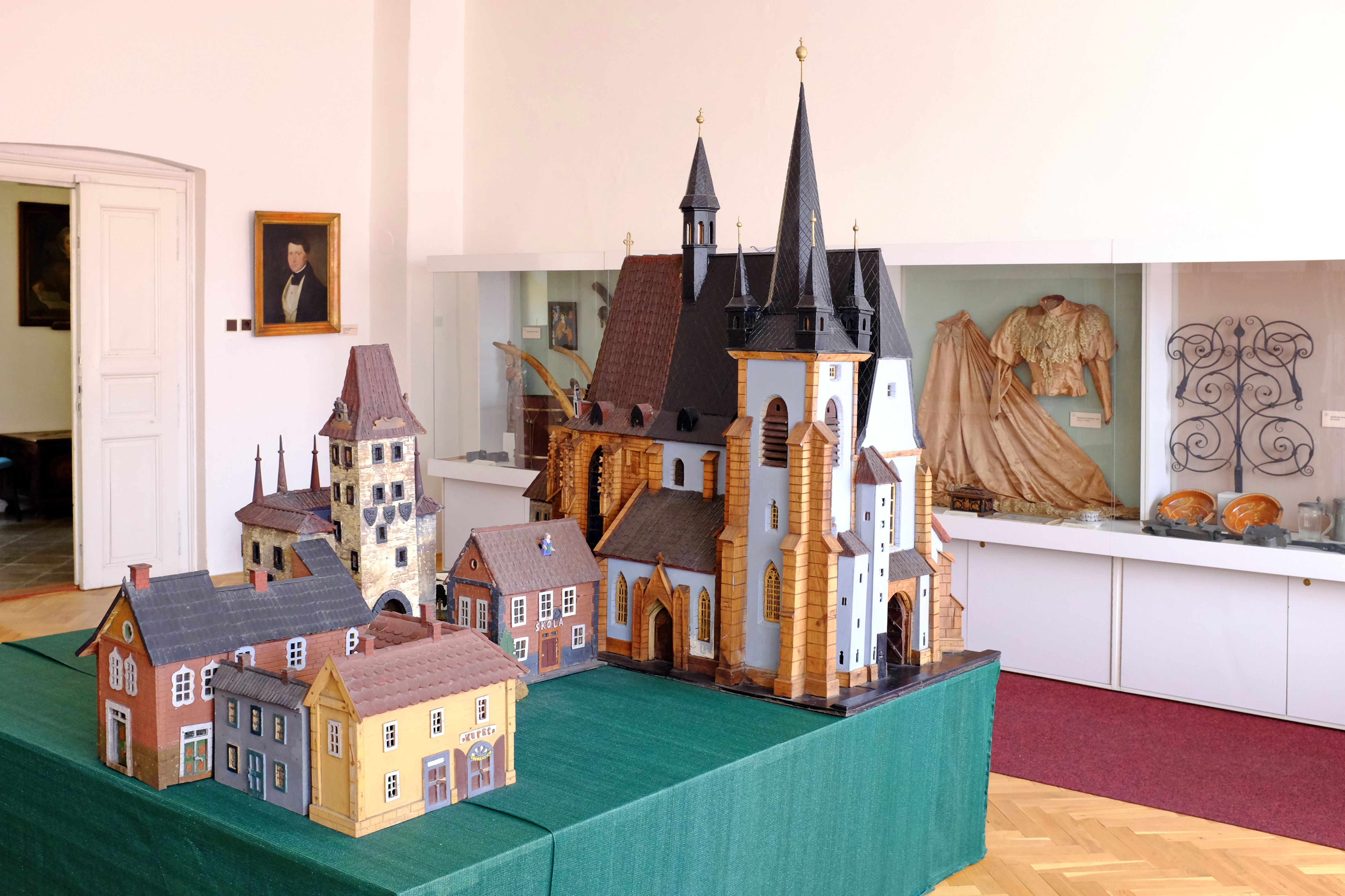
Modellini della chiesa, della porta di Praga e del decanato conservati nel museo nazionale di storia di Slaný

Sul sito era presente in precedenza un edificio sacro risalente alla prima metà del XII secolo edificato probabilmente dai monaci benedettini del monastero di  Ostrov, a Davle, che a Slaný fondarono un decanato. Il luogo di culto viene menzionato per la prima volta in fonti scritte nel 1137. La forma di questo edificio romanico non è nota e della costruzione originale è sopravvissuto solo un frammento del muro sopra le arcate settentrionali della navata della costruzione recente. In epoca alto e tardo gotica venne realizzato l'ampliamento con la fondamentale ricostruzione dell'edificio, dopo il 1350 e poi dopo l'incendio del 1371. In questo periodo fu realizzata la torre a base prismatica occidentale e in seguito la chiesa si espanse gradualmente in direzione est. La costruzione delle navate fu probabilmente completata prima delle guerre ussite, quando i monaci benedettini lasciarono la città. Fu così costruita una struttura a basilica con tre navate e abside poligonale. A causa dei danni causati dagli eventi bellici, dopo il 1425, la navata centrale dovette essere ricostruita e voltata nuovamente e in tal modo la chiesa acquistò anche un vestibolo occidentale. Alla metà del XV secolo, contemporaneamente alla costruzione delle fortificazioni cittadine, venne edificato un presbiterio tardogotico che nella seconda metà del XV secolo fu arricchito di pitture murali raffiguranti il Cristo Santissimo con angeli e gli evangelisti. Nel 1520 vennero costruite le volte delle navate laterali e fu aggiunta la sagrestia. Ulteriori modifiche costruttive si ebbero solo in epoca barocca quando fu costruita una sala da musica e una scala a chiocciola che conduce al tetto. La forma dell'edificio che ci è pervenuta risente delle modifiche storicizzanti del XIX secolo. Secondo il progetto di Achille Wolf la chiesa fu ampliata con il vestibolo settentrionale e quattro pilastri portanti sul lato sud e successivamente l'interno fu restaurato secondo i progetti di Rudolf Štech.

## Descrizione

### Esterni
La chiesa di San Gottardo si trova nella parte orientale dell'abitato di Slaný, comune della Boemia Centrale in Repubblica Ceca. Posta su un terrazzamento del XVI secolo dove anticamente si trovava il cimitero e situata sulla cinta muraria cittadina accanto alla porta di Praga, poi demolita (la sola porta sulla cinta muraria cittadina che ci è pervenuta, delle quattro originarie, è la porta Velvary). Si trova in posizione dominante e mostra orientamento tradizionale verso est. La struttura è basilicale. Sulla facciata si trova l'ingresso principale
costituito da un portale ogivale accanto alla torre campanaria. La copertura è costituita da un tetto a due falde acuto con lastre in ardesia e con una torretta in corrispondenza della  sagrestia. Il perimetro dell'edificio è rafforzato da contrafforti. Le pareti sono in pietra squadrata in parte non intonacata.

### Interni
La sala è suddivisa in tre navate, con quella centrale di maggiore ampiezza e altezza. Il presbiterio ha pianta poligonale e adiacente al suo lato meridionale si trova la sagrestia rettangolare con deposito. La navata principale e il presbiterio sono coperti da un alto tetto a due falde che all'interno conserva la struttura lignea del XV secolo e rappresenta un documento estremamente rappresentativo dell'artigianato di falegnameria di questo periodo storico. Nelle navate laterali si trovano anche volte a crociera. Il presbiterio, al quale si accede attraverso l'arco santo, è illuminato dalle finestre ogivali. Dell'originario edificio romanico si conserva ancora un piccolo frammento della muratura sopra le arcate tra la navata principale e quelle laterali.

### Monumento culturale della Repubblica Ceca
La tutela dei monumenti della Repubblica Ceca considera la chiesa di San Gottardo di Slaný  un monumento culturale nazionale col numero di catalogo 1000154023. Oggetto di tutela sono la chiesa, la vicina casa sede del decanato, il muro di recinzione dell'area e il terreno ad essa appartenente.